# Sutrieu
Sutrieu är en kommun i departementet Ain i regionen Auvergne-Rhône-Alpes i östra Frankrike. Kommunen ligger  i kantonen Champagne-en-Valromey som ligger i arrondissementet Belley. Kommunens areal är 19,05 km². År 2018 hade Sutrieu 207 invånare.

## Befolkningsutveckling
Antalet invånare i kommunen Sutrieu
Referens: INSEE